# حمید نفیسی
حمید نفیسی (زادهٔ ۱۹۴۴) از دانشوران سینماها و رسانه‌های جوامع دور از وطن، در تبعید، و پسااستعماری و سینمای ایران و سینمای آسیای غربی است. او در خصوص نظریه‌های تبعید و آوارگی، سینما و رسانه‌های تبعیدی، و سینماهای ایران و جهان سوم نوشته و چندین کتاب منتشر کرده‌است.
او استاد کرسی حمد بن خلیفه آل ثانی ارتباطات در دانشگاه نورت‌وسترن در دانشکده رادیو، فیلم و تلویزیون و عضو وابسته هیئت علمی در دانشکده تاریخ هنر است.
نفیسی در ۱۹۴۴ در اصفهان متولد شد. او از بستگان آذر نفیسی، سعید نفیسی، و حبیب نفیسی است. او لیسانس ارتباطات خود را از دانشگاه کالیفرنیای جنوبی و فوق لیسانس و پی اچ دی خود را از دانشگاه کالیفرنیا، لس‌آنجلس دریافت و سپس تا پیش از انقلاب ۱۳۵۷ در دانشگاه آزاد ایران تدریس کرد.